# Black Inhale
Black Inhale ist eine österreichische Thrash-/Groove-Metal-Band aus Wien.

## Bandgeschichte
Black Inhale wurden 2009 gegründet. Im August des gleichen Jahres erschien ihre eigenproduzierte EP Inner Pain. 2011 unterschrieb die Band bei Come Clean Records, wo ihr Debütalbum A Rule of Force erschien.
2016 erschien das zweite Album A Doctrine of Vultures, das über Stamping Grounds erschien. Wie bereits die EP wurde es von Jens Bogren produziert. Sie waren 2017 für den Amadeus Austrian Music Award in der Kategorie Hard and Heavy nominiert.
Am 29. Mai 2020 erschien ihr drittes Album Resilience erneut über Stamping Grounds. Vorher erschienen die digitale Single Escape Room sowie das Video Final Sorrow. Kurz vor den Aufnahmen beziehungsweise dem Songwriting war die Band auseinandergebrochen und Sänger Raffael „Schlo“ Trimmal sowie der seit 2012 in der Band befindliche Schlagzeuger Boris Balogh machten alleine weiter, bis sie mit Andres Cuenca (Gitarre) und Mauro Putzer (Bass) Ersatz fanden.
Black Inhale traten auf verschiedenen Festivals wie Nova Rock, Summer Breeze, der Full Metal Cruise oder dem Free & Easy Festival auf.

## Musikstil
Musikalisch erinnert die Musik an Thrash Metal der 1990er Jahre mit Einflüssen aus dem Groove Metal sowie dem klassischen Heavy Metal.

## Diskografie
Alben
- 2011: Rule of Force (Come Clean Records)
- 2016: A Doctrine of Vultures  (Stamping Ground Records)
- 2020: Resilience (Stamping Ground Records)

Singles & EPs
- 2010: Inner Pain (Eigenproduktion)
- 2020: Escape Room (Digitale Single, Stamping Ground Records)